# Seehausen (Bremen)
Seehausen (Bremen) este un sector în orașul hanseatic Bremen , Germania. . Acest sector este alcătuit în cea mai mare parte din teren agrar de-al lungul Weserului.